# Trude Brück
Trude Brück, eigentlich Gertrud Brück, verheiratete Weingarten (* 2. August 1902 in Breslau; † 7. August 1992 in Herrsching am Ammersee) war eine deutsche Malerin, Grafikerin und Restauratorin.

## Leben
Trude Brück stammte aus einer Familie, die ursprünglich im Saarland lebte und 1912 nach Dortmund zog. Ihr Vater, ein Beamter beim Oberbergamt, stand ihrem Wunsch nach einer künstlerischen Ausbildung ablehnend gegenüber. Daher besuchte sie stattdessen nach dem Lyzeum ein Pensionat für Hauswirtschaft in Dresden. Sie bewarb sich 1921 jedoch heimlich an der Kunstakademie Düsseldorf. Unter der Bedingung ihres Vaters, ein Zeichenlehrer- und Kunstgeschichte-Examen zu absolvieren, begann sie dort im gleichen Jahr ein Studium, das sie bis 1928 fortsetzte. Zunächst war sie eine Schülerin von Ludwig Heupel-Siegen. 1923 wurde Heinrich Nauen ihr Lehrer, mit dem sie im Folgejahr eine Reise nach Algerien und Südfrankreich unternahm, während der sie ihre Eindrücke in einer Reihe von Ölbildern, Aquarellen und Radierungen verarbeitete.
Brück war seit 1923 Mitglied in der Düsseldorfer Künstlervereinigung „Das Junge Rheinland“ und gehörte zeitweilig dem Kreis um die Kunsthändlerin und Galeristin Johanna Ey an. Sie war insbesondere mit Otto Pankok, Gert Heinrich Wollheim und Karl Schwesig befreundet. Schwesig und Brück teilten sich während ihrer Ausbildung ein Jahr lang ein Atelier und porträtierten sich gegenseitig. Brück beschickte 1924 die Große Düsseldorfer Kunstausstellung im Messepalast Köln und hatte 1925 und 1926 Einzelausstellungen im „Ey“. Sie nahm jedoch nicht an den Gruppenausstellungen des Jungen Rheinland teil. Den Laden von Johanna Ey mied sie für längere Zeit auf deren Wunsch, da sich Ey durch die jüngere Frau aus dem Mittelpunkt des Kreises der zumeist männlichen Künstler verdrängt fühlte.
1928 bestand Brück ihr Examen und trat eine Stelle als Zeichenlehrerin an einem Mädchengymnasium in Saarbrücken an. Sie war weiterhin als Malerin aktiv und stellte mit der Saarländischen Künstlergruppe aus. Von 1931 bis 1939 war sie mit dem Schuldezernenten Ernst Werle verheiratet, von dem sie sich unter anderem wegen seiner nationalsozialistischen Gesinnung scheiden ließ. Wollheim, der als ihr Trauzeuge fungiert hatte, fand 1933 auf der Flucht vor den Nationalsozialisten bei Brück Unterschlupf, bevor er weiter nach Paris reiste. 1941 ehelichte sie Ernst Weingarten und zog mit ihm nach München. 1943 wurde ihr dortiges Atelier durch Bombardierung bei einem Luftangriff zerstört. Dabei verbrannte ein großer Teil ihrer Werke, darunter 60 Gemälde, ebenso wie einige sich in ihrem Besitz befindende Arbeiten von Max Ernst, Otto Dix, Schwesig und Wollheim. Geschockt und erkrankt gab sie nach dieser Erfahrung die Malerei auf.
Nach 1945 absolvierte sie eine Ausbildung zur Restauratorin bei Toni Roth und war an der Münchner Akademie als Bildrestauratorin tätig. In diesem Beruf arbeitete sie unter dem Namen Gertrud Weingarten. Nach dem Tod ihres Mannes freundete sie sich 1961 mit dem Neurologen Hans Lungwitz an. Als seine Ehefrau starb, führte sie seinen Haushalt in Berlin und porträtierte ihn. Ihr künstlerisches Schaffen verschwand für mehrere Jahrzehnte aus der öffentlichen Wahrnehmung, bis das Stadtmuseum Düsseldorf 1981 wieder Werke von Trude Brück in einer Einzelausstellung zeigte. Sie lebte zuletzt in Herrsching am Ammersee, wo sie 1992 starb.

## Werk
Trude Brück war eine Vertreterin des Expressionismus, die zur „Verschollenen Generation“ gezählt wird, da ihr Werk während des Zweiten Krieges weitgehend verloren ging und danach bis in die 1980er Jahre in Vergessenheit geriet. Sie schuf Ölgemälde, Aquarelle und Radierungen. Von ihr sind knapp zwei Dutzend Arbeiten erhalten geblieben, die alle zwischen 1921 und 1928 entstanden. Die meisten befinden sich in der Sammlung des Stadtmuseums Düsseldorf. Brücks Radierungen thematisieren häufig sozialkritisch das Leiden der Menschen in den Nachkriegsjahren. Außerdem schuf sie eine Reihe von Porträts. Unter den drei erhaltenen Ölbildern sind zwei Selbstbildnisse. Vier Aquarelle entstanden während ihrer Studienreise nach Algerien und zeigen Reiseimpressionen in Form von Alltagszenen.
Werke (Auswahl)
- Bildnis des Malers Karl Schwesig, 1922, Kaltnadelradierung, 30,7 × 39,8 cm (17,3 × 23,7 cm), Museum Kunstpalast, Düsseldorf
- Bildnis des Malers Gert Heinrich Wollheim als Violinist, 1922, Radierung, Stadtmuseum Düsseldorf
- Trinkerfamilie, 1922, Radierung, 24,7 × 16,8 cm, Stadtmuseum Düsseldorf
- Kriegsblinder, 1922, Radierung, 27,5 × 16 cm, Stadtmuseum Düsseldorf
- Ellen Simson, 1923, Radierung, 14,8 × 14,2 cm[10]
- Keine Arbeit, 1924, Radierung, 37,4 × 27 cm, Stadtmuseum Düsseldorf
- Ahasver, 1924, Radierung, 20,5 × 19,8 cm, Stadtmuseum Düsseldorf[11]
- Algerische Straßenszene, 1924, Aquarell, Stadtmuseum Düsseldorf
- Selbstbildnis, 1924, Kaltnadelradierung, 36 × 28,5 cm (23,7 × 17,3 cm), Kunstpalast, Düsseldorf
- Selbstbildnis als Halbakt, 1925, Öl auf Leinwand, 96 × 76 × 3 cm (90,5 × 70,5 cm), Stadtmuseum Düsseldorf[12]
- Selbstbildnis, 1926, Öl, Stadtmuseum Düsseldorf
- Porträt von Gert Heinrich Wollheim, ca. 1925, Aquarell, Stadtmuseum Düsseldorf
- Porträt des Malers Loy Walter, 1928, Öl, Stadtmuseum Düsseldorf

## Ausstellungen (Auswahl)
- 1924: Große Düsseldorfer Kunstausstellung, Messepalast Köln
- 1925, 1926: Einzelausstellungen in der Galerie von Johanna Ey, Düsseldorf
- 1981: Trude Brück: Gemälde, Graphiken, Stadtmuseum Düsseldorf
- 1992: Trude Brück zum 90. Geburtstag, Stadtmuseum Düsseldorf